# Kiss of Life (canción de Supergrass)
«Kiss of Life» es una canción de la banda de britpop inglesa Supergrass. Fue lanzada como un sencillo del álbum recopilatoro Supergrass is 10. Fue lanzada el 24 de mayo de 2004, alcanzando el puesto #23 en los UK Singles Chart. Su lado B "We Dream of This" fue escrito alrededor de "Kiss of Life", mientras era reproducido de atrás hacia adelante. El CD2 fue un Enhanced CD con un vídeo para la canción y el vídeo "Rob's Guide to Responsible Flying", un pequeño metraje del documental Supergrass is 10, mostrando a Rob Coombes fumando ilegalmente en un inodoro dentro de un avión.
Las veces que la canción fue tocada en vivo, se hizo un arreglo notablemente diferente del tema original. Un ejemplo puede ser encontrado en el lado B del sencillo "St. Petersburg".

## Lista de canciones
CD1 / Disco de vinilo de 7''
1. "Kiss of Life" (3:48)
2. "We Dream of This" (3:14)

CD2
1. "Kiss of Life" (3:48)
2. "We Dream of This" (3:14)
3. "Kiss of Life (Tom Tom Club mix)" (6:20)
4. "Kiss of Life (video)" (3:45)
5. "Rob's Guide to Responsible Flying (video)"